# Riebnes
Riebnes ist ein See in der Gemeinde Arjeplog im Norrbottens län in der schwedischen historischen Provinz Lappland. Er liegt auf einer Meereshöhe von 510 m ö.h. und ist 63,3 km² groß und  entwässert über den Riebnesströmmen zum Hornavan und damit zum Skellefte älv. Der Abstand zum Meer beträgt 311 km. Der nicht durch eine Straße erschlossene See wird bei Vuonatjviken vom Wanderweg Kungsleden gequert.